# آرثر فاولر
آرثر فاولر (بالإنجليزية: Arthur Fuller)‏ هو سياسي أسترالي، ولد في 24 أكتوبر 1893 في أستراليا، وتوفي في 21 مارس 1987. حزبياً، نشط في حزب العمال الأسترالي. وقد انتخب عضو مجلس النواب الأسترالي عن دائرة Division of Hume ‏ (9 ديسمبر 1961 – 30 نوفمبر 1963) وانتخب عضو مجلس النواب الأسترالي عن دائرة Division of Hume ‏ (28 أبريل 1951 – 10 ديسمبر 1955) وانتخب عضو مجلس النواب الأسترالي عن دائرة Division of Hume ‏ (21 أغسطس 1943 – 10 ديسمبر 1949).